# 교섭단체

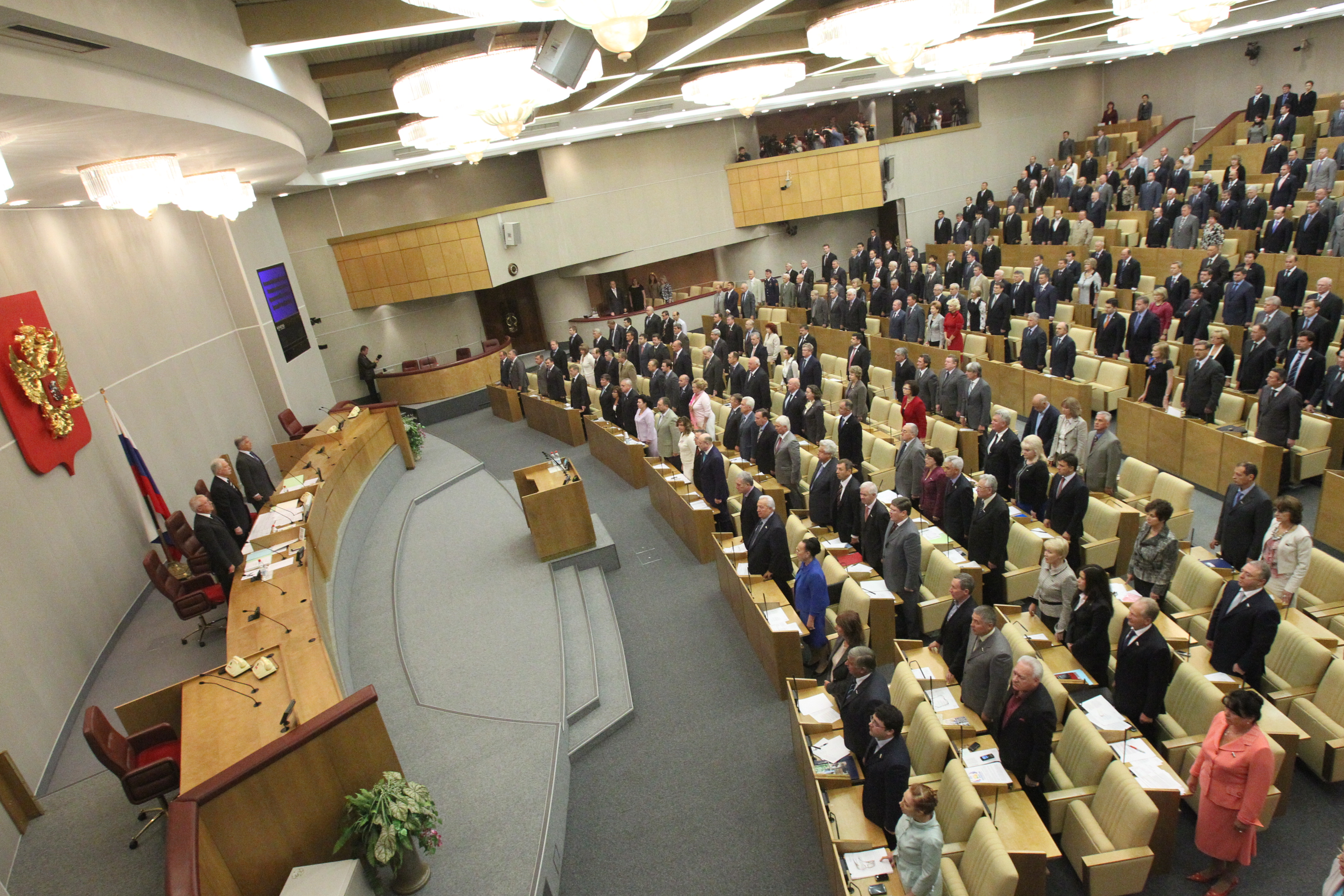

교섭단체(交涉團體) 또는 원내교섭단체(院內交涉團體)는 국회에서 의사진행에 관한 중요한 안건을 협의하기 위하여 일정한 수 이상의 의원들로 구성된 의원단체를 말한다. 교섭단체 제도의 목적은, 국회에서 일정한 정당에 소속하는 의원들의 의사를 사전(事前)에 통합·조정하여 정파간 교섭의 창구역할을 하도록 하는 것이다. 하지만 소수 정당의 의사 개진을 막는다는 단점도 지적되고 있다.

## 대한민국의 교섭단체
대한민국 국회법 제33조는 당적에 관계없이 20인 이상의 의원만 모이면 교섭단체를 구성할 수 있다는 요건을 명시하고 있다. 이에 따라 보통 20석 이상을 가진 대규모 정당을 중심으로 교섭단체가 구성되어 정당 소속 국회의원과 교섭단체 소속 국회의원이 동일한 경향이 있어 왔으나, 1963년 제6대 국회의 '삼민회'(민주당 13석, 자유민주당 9석, 국민의당 6석), 2008년 제18대 국회의 '선진과 창조의 모임'(자유선진당 18석, 창조한국당 2석), 2018년 제20대 국회의 '평화와 정의의 의원 모임'(민주평화당 14석, 정의당 6석), 2020년 제20대 국회의 '민주통합의원모임'(민생당 18석, 무소속 4석)처럼 군소정당간 정치연합을 통해 공동 교섭단체를 구성한 사례도 있다.
이렇게 다른 정당 간에도 교섭단체가 구성될 수 있는 이유는 교섭단체에 주어지는 혜택이 있기 때문이다. 정책입법에 필수적인 정책연구위원을 국고보조로 둘 수 있다. 여기에 수십억 단위의 입법지원비까지 받게 된다. 뿐만 아니라, 교섭단체는 국회운영의 실질적인 핵심 권한인 윤리심사(징계)요구, 의사일정 변경동의, 국무위원 출석요구, 의안 수정동의, 긴급현안질문, 본회의 및 위원회에서의 발언시간 및 발언자 수, 상임위 및 특별위 의원선임 등에 있어서도 권한을 갖는다. 또한 독자 교섭단체가 되면 우선 국고보조가 크게 늘어난다. 국고보조금의 50%를 교섭단체 수로 나누어 우선적으로 지급받는다.
교섭단체마다 대표의원을 둘 수 있는데, 대표의원은 그 정당의 대표가 아니라 교섭단체를 대표하는 의원으로서 통상 '원내대표'라 일컫는다. 교섭단체의 대표의원은 그 단체의 소속의원이 연서·날인한 명부를 의장에게 제출하고, 의원총회를 통해 소속의원의 의견을 종합하여 국회에서의 의사진행과 의안에 대한 태도를 결정한다.
한편 현행법에 규정된 20석이 지나치게 많다고 지적하며 그 기준을 완화하려는 움직임도 있다. 제16대 국회에서는 이른바 'DJP연합'을 통해 공동 여당의 구실을 했던 자유민주연합이 교섭단체 구성요건인 20석에서 3석이 모자란 17석 밖에 얻지 못하자, 그 기준을 10석 이상으로 완화하는 개정안이 발의되었으나 통과되지 못해 새천년민주당의 현역 의원 중 일부가 자유민주연합으로 당적을 이동하는 이른바 '의원 꿔주기 논란'이 벌어지기도 하였다. 2004년 제17대 국회 동안에는 당시 민주노동당의 비례대표 의원이었던 노회찬 진보정의당 공동대표가 현행 20석인 조건을 '5석 또는 득표율 5%'로 낮출 것을 주장하기도 하였다. 또한 2009년 8월 30일의 자유선진당 심대평 의원의 탈당 및 교섭단체 탈퇴로 '선진과 창조의 모임'이 해산되자, 자유선진당을 중심으로 다시 교섭단체의 구성인원수를 15석으로 낮추자는 의견이 재점화되었다.
따라서 20석 이상 대규모 분당시 우선 교섭단체를 등록하는게 일반적이다. 2007년 중도개혁통합신당과 2016년 바른정당이 우선 교섭단체를 등록했다.

## 일본의 교섭단체
일본에서 '원내교섭단체'는 정식용어는 아니다. 하지만 이와 비슷한 것으로 회파(会派, かいは)를 들 수 있다. 회파는 일종의 원내단체인데, 중의원과 참의원 소속 의원들은 정당 단위로 회파를 구성하거나, 정당간의 연합 또는 정당과 무소속과의 연합 등 의원 2인 이상으로 회파를 구성하여 활동할 수 있다. 동일 정당에 소속하는 의원들로 구성되는 회파의 결성은 대부분 그 정당의 당명을 그대로 회파의 명칭으로 하는 것이 일반적이다. 2개 이상의 정당이나 집단이 하나의 회파를 형성하는 것을 '통일회파'라 하는데, 이 경우 대부분 두 집단의 명칭을 가운뎃점('·')으로 묶는다. 이는 일본 정치학계에서 '1인이라도 세력을 확대하고 싶은 정당과, 정당 가입은 거부하지만 회파에 의한 권익을 확보하려는 의원 개인 간의 접점'으로 이해되고 있다.
상임위원회 및 특별위원회의 위원·이사의 배정이나 재판관소추위원회 위원 및 탄핵재판소 재판원의 배정과 같이, 의원을 운영하는 과정에서 각 회파에 할당해야 할 사항이 등장할 경우, 이는 그 회파의 소속의원 수에 따라 배분된다. 이 때, 구체적인 배분 방법 등은 각 회파의 자율에 의해 결정된다. 이외에도 회의·위원회 등의 질의시간이나 횟수 등 의사진행방식에 관해서도 소속의원 수에 따라 각 회파별로 할당하는 것이 관례이다.
회파가 원내에서 일사불란하게 행동하려면 대한민국의 '원내대표'나 '의원총회'와 같이 회파를 지도하는 기관이 필요하다. 원내교섭단체 제도가 정식으로 도입되지 않았기에 일본에서는 각 정당의 간사장이나 국회대책위원회 등이 지도기관의 역할을 담당해 오고 있다.
한편 중의원에서 20인 이상, 참의원에서 10인 이상의 의원을 갖고 있는 회파는 의원운영위원회에 위원을 보낼 수 있다. 이는 일본 국회법 제56조에서 규정하는 요건, 즉 국회의원이 법안을 발의하거나 동의를 제출하는 데 필요한 찬성의원 수와 일치한다. 의원운영위원회는 대한민국의 국회운영위원회와 같이 본회의의 운영이나 위원장직의 배당 등을 협의하는 기관으로, 여기에 참여하는 회파를 가리켜 각 정당간 이해관계를 '교섭할 권리'를 갖는다 하여 '원내교섭단체'라 부르는 것이다.

## 유럽 연합 소속 국가들의 교섭단체
유럽 연합 소속 국가들 중 독일, 프랑스, 이탈리아, 스페인 등은 교섭단체 제도를 두고 있으며, 영국 등은 교섭단체 구성에 대한 별도의 규정이 없다. 유럽 연합의 의회 노릇을 하는 유럽 의회에도 교섭단체와 비슷한 '정치 그룹'이 존재한다.

### 독일의 교섭단체
독일의 경우 연방상원은 각 주정부를 단위로 하여 활동이 이루어지는 데 비해, 연방하원에서는 교섭단체를 중심으로 의회 활동이 이루어진다. 독일 연방하원의 의사규칙에 따르면, 교섭단체는 동일한 정당에 소속된 의원 집단 또는 서로 다른 정당이라도 같은 주에서 서로 경쟁하지 않는 정치적 목적을 가진 정당 소속 의원들의 집단으로 규정된다. 다만 교섭단체 지위에 주어진 혜택을 누리기 위한 의원들간의 기회주의적 결성은 금지된다. (연방상원에는 이와 관련된 규정이 없다.)
독일 연방하원의 교섭단체 구성요건은 전체 의석수의 5% 이상(연방하원의 총 의석수가 598명이므로 30명)을 차지하는 정당으로 되어 있다. 다만 다수의 양해가 있는 경우 구성요건을 충족하지 못하는 소수 그룹에게도 본회의장 또는 위원회에서 교섭단체가 가지는 권한을 일부 부여하기도 한다.
교섭단체의 크기, 즉 소속의원 수는 상임위원회의 위원 정수 및 위원장의 수, 의회에서 배정 받는 행정직원 및 사무실의 규모를 결정하는 주요 요인이 되며, 또한 연방하원의 운영에 있어 중요한 협의체인 원로평의회에 참가하는 교섭단체별 의원수도 의원비율에 따라 결정된다.
입법과정에 있어서의 대부분의 권한은 개별 의원보다는 교섭단체에 부여된다. 예컨대, 의회의 중요한 기능 중 하나인 대정부질문은 오로지 의회 교섭단체를 통해서만 제안될 수 있다. 또한 교섭단체는 위원회의 위원을 선임하거나 교체할 수 있는 권한도 갖고 있다. 이에 비해, 개별 의원의 권한은 상당히 제한적이다. 개별의원은 본회의에서 토론에 참여하고 의사진행발언을 하며 법안에 대한 수정안을 제출하거나 일일 의사일정에 관한 수정을 요구할 수 있으나, 이는 각 교섭단체가 정하는 규칙에 의해 더욱 제한될 수 있다. 뿐만 아니라 교섭단체에 속하지 않는 개별 의원의 경우에는 위원회의 회의에 참석할 수는 있으나, 위원회에서의 표결권을 인정하지 않는다. 이런 이유로 독일 연방하원 의원들은 개인적으로 활동하기보다는 교섭단체에 가입하여 다수 의사를 확보해 활동하는 것이 일반적이다.

### 프랑스의 교섭단체
프랑스의 국민의회(하원) 의사규칙은 현재 최소 15명 이상(의원 총수 577명의 2.6%선)의 의원을 교섭단체 구성요건으로 규정하고 있다. 프랑스에서도 역시 독일이나 대한민국처럼 군소정당이 연대하여 교섭단체를 구성할 수 있다.
국민의회 내 교섭단체들은 그 의석비율에 따라 의회에서 보조금을 받으며 이를 통해 직원들의 급여를 지급하고 있다. 교섭단체의 직원은 원칙적으로 정당 소속이 아니며, 교섭단체와 정당의 운영 및 예산은 철저히 구분된다. 따라서 정당보조금은 국가에서 지급하고, 교섭단체보조금은 의회가 지급한다.

### 영국의 교섭단체
영국 의회에는 우리나라의 교섭단체와 같은 개념의 제도는 없으나, 기본적으로 정당을 중심으로 의회가 운영된다. 정당은 양원에서 모두 조직되어 있으며, 2명 이상의 의원을 가진 정당은 모두 원내대표를 가지고 있다. 단 2명만 당선된 정당일지라도 그 중 한 명의 의원은 원내 사항에 대한 논의에 영향력을 발휘하기 위해 원내대표로 활동한다.

### 유럽 의회의 정치그룹
유럽 의회에 의석을 가진 각 개별국가의 정당은 몇 개의 유럽 정당을 구성한다. 그러나 반드시 정당과 유럽 정당이 일치되어야 하는 것은 아니며, 의원의 자유의사에 따라 선택하여 가입할 수 있다. 원칙적으로 정치그룹은 유럽 정당과는 구별되나, 일반적으로 각 개별국가의 정당이 이념에 따라 전략적으로 유럽 정당에 가입하고 이를 바탕으로 정치그룹을 창설하는 경우가 많아 상호 간에 깊은 관계를 가지고 있다. 이들은 규칙(EC) Nr. 2004/2003에 의해 유럽 의회로부터 재정적 지원을 받는다.

## 같이 보기
- 의원 단체
- 연립정부

## 참고 문헌
- 국회운영위원회 수석전문위원실, 『주요국의 의회제도』 (2004).
- 김현우, 『일본국회론』 (2008), 한국학술정보(주), p. 146~151 : 일본국의 회파관련 참고.